# Botjärnen (Skogs socken, Hälsingland)
Botjärnen är en sjö i Söderhamns kommun i Hälsingland och ingår i Hamrångeåns huvudavrinningsområde.